# Élections générales téneliennes de 2007

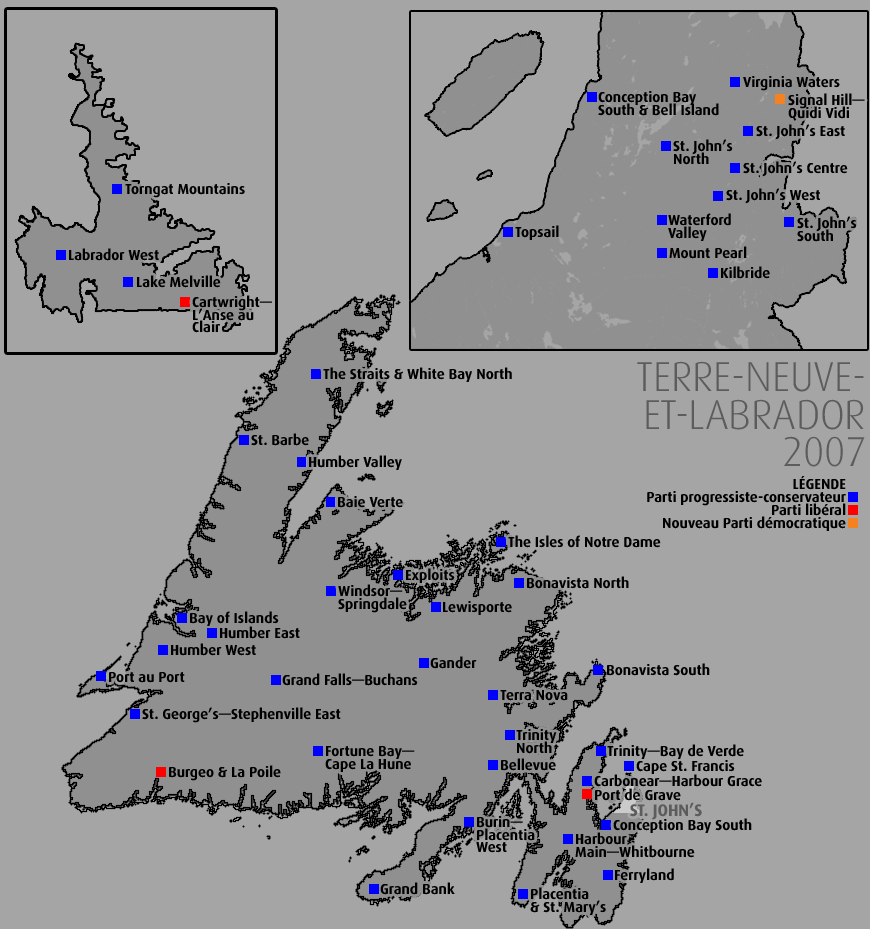
Cartographie par circonscription

Les élections générales téneliennes de 2007 ont eu lieu le 9 octobre 2007 afin d'élire les députés à la Chambre d'assemblée de la province de Terre-Neuve-et-Labrador (Canada).

## Contexte
Le premier ministre Danny Williams briguait un deuxième mandat pour son Parti progressiste-conservateur, qui formait un gouvernement majoritaire. Il a fait face à deux principaux partis d'opposition : le Parti libéral, dirigé par le chef de l'opposition officielle Gerry Reid, et le Nouveau Parti démocratique, dirigé par Lorraine Michael.
Ce fut la première élection à date fixe à Terre-Neuve-et-Labrador. Auparavant, comme dans la plupart des autres régimes politiques fonctionnant selon le système de Westminster, le déclenchement d'élections était à la discrétion du premier ministre, qui pouvait attendre jusqu'à cinq ans après une élection avant de demander la dissolution de la législature et le déclenchement d'élections au lieutenant-gouverneur (au terme de 5 ans, la législature était automatiquement dissoute et une élection déclenchée). Toutefois, la loi électorale de Terre-Neuve-et-Labrador (House of Assembly Act) a été abrogée et une nouvelle loi portant ce titre a été promulgué, qui stipule maintenant que les élections doivent avoir lieu le deuxième mardi d'octobre dans la quatrième année suivant l'élection précédente.

## Résultats
Sans grande surprise, le très populaire premier ministre Williams, fort de sa guerre de mots avec le premier ministre du Canada Stephen Harper, a obtenu une victoire définitive. Les libéraux perdaient plusieurs sièges, chutant à trois sièges, leur chef Gerry Reid perdant dans son comté de The Isles of Notre Dame. Le NPD parvint, à force d'une campagne à moyens restreints, à retenir le siège de sa chef Lorraine Michael, Signal Hill—Quidi Vidi dans la capitale, sans pouvoir faire d'autres gains.
Dans le comté de Grand Falls—Buchans, le décès du candidat libéral Gerry Tobin a obligé le report de l'élection jusqu'à une date ultérieure, quand ce fut gagné par la candidate conservatrice Susan Sullivan. Dans le comté de Bonavista South, le candidat Clayton Hobbs s'est retiré pour des raisons de santé; son adversaire conservateur, le député sortant Roger Fitzgerald, gagna donc par acclamation.